# Straßenbahnstrecke Adlershof–Schöneweide
| Adlershof–Schöneweide Straßenbahnlinie M17, 61, 63 | Adlershof–Schöneweide Straßenbahnlinie M17, 61, 63 |
| -------------------------------------------------- | -------------------------------------------------- |
| Streckenlänge:                                     | 4,2 km                                             |
| Spurweite:                                         | 1435 mm (Normalspur)                               |
| Stromsystem:                                       | 750 V =                                            |
|                                                    |                                                    |

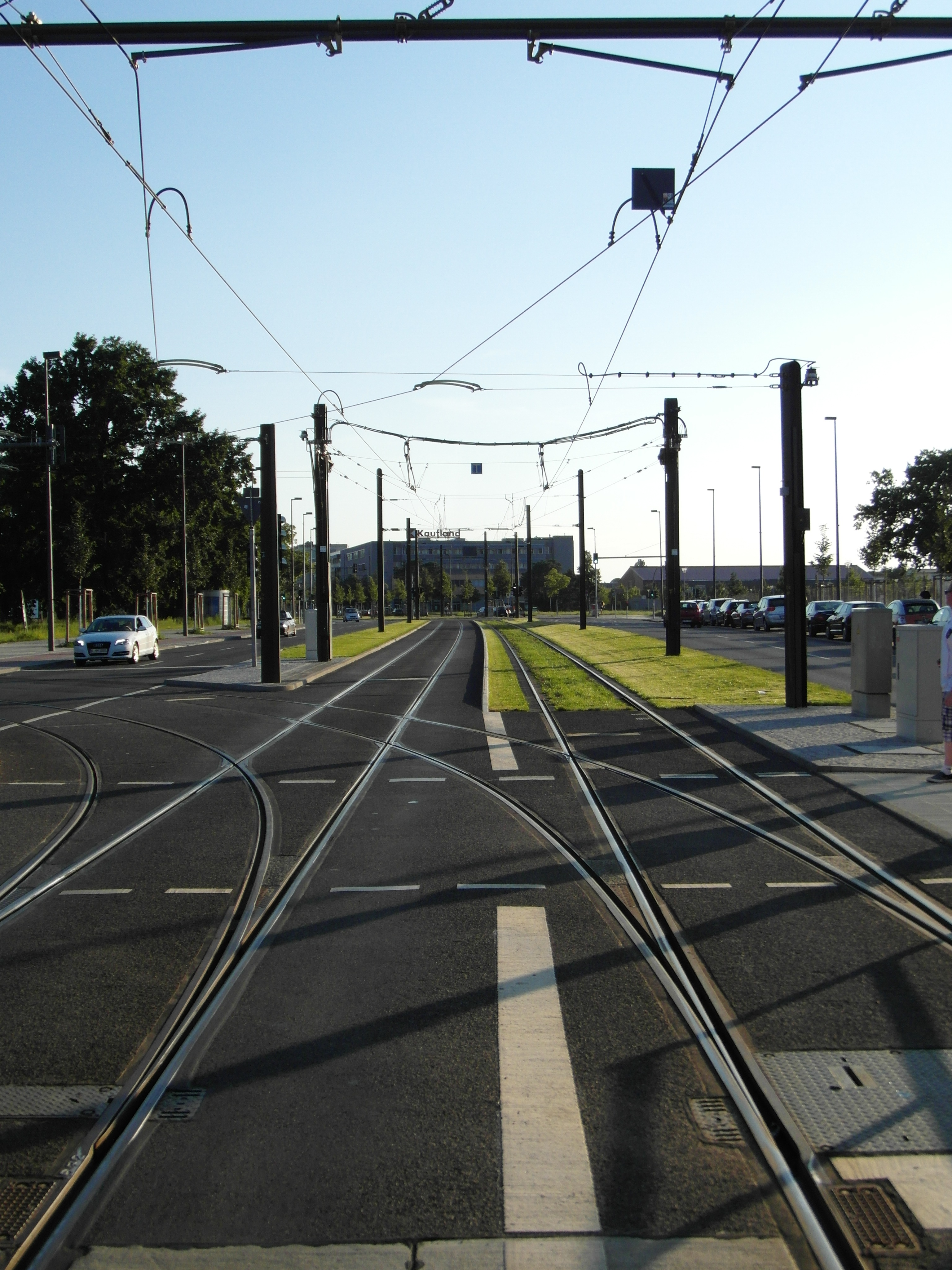
Straßenbahnstrecke in Richtung Karl-Ziegler-Straße

Die Straßenbahnstrecke Adlershof–Schöneweide (auch Projekt Adlershof I + II genannt) ist eine Strecke der Berliner Verkehrsbetriebe (BVG) im Berliner Bezirk Treptow-Köpenick. Seit dem 4. September 2011 fährt die Straßenbahn in die Wissenschaftsstadt Adlershof von S-Bahnhof Adlershof bis zur Karl-Ziegler-Straße. Am 30. Oktober 2021 fand die Eröffnungsfeier des Streckenabschnitts von der Karl-Ziegler-Straße bis zum S-Bahnhof Schöneweide statt und einen Tag später ging der Streckenabschnitt offiziell an den Start. Baubeginn für die Verlängerung war am 18. Mai 2020.

## Geschichte

### S-Bahnhof Adlershof–Karl-Ziegler-Straße

#### Planung
Die Planung der rund 1,5 Kilometer langen Straßenbahnstrecke zwischen S-Bahnhof Adlershof bis Karl-Ziegler-Straße begann in den 1990er Jahren, die Eröffnung war für das Jahr 1999 vorgesehen. Im Jahr 2002 erging der Planfeststellungsbeschluss, 2007 genehmigte die Berliner Senatsverwaltung den Bau in die Wissenschaftsstadt Adlershof. Während der Straßenbauarbeiten in der Rudower Chaussee wurde der Mittelstreifen für den Straßenbahnneubau freigehalten.

#### Bau

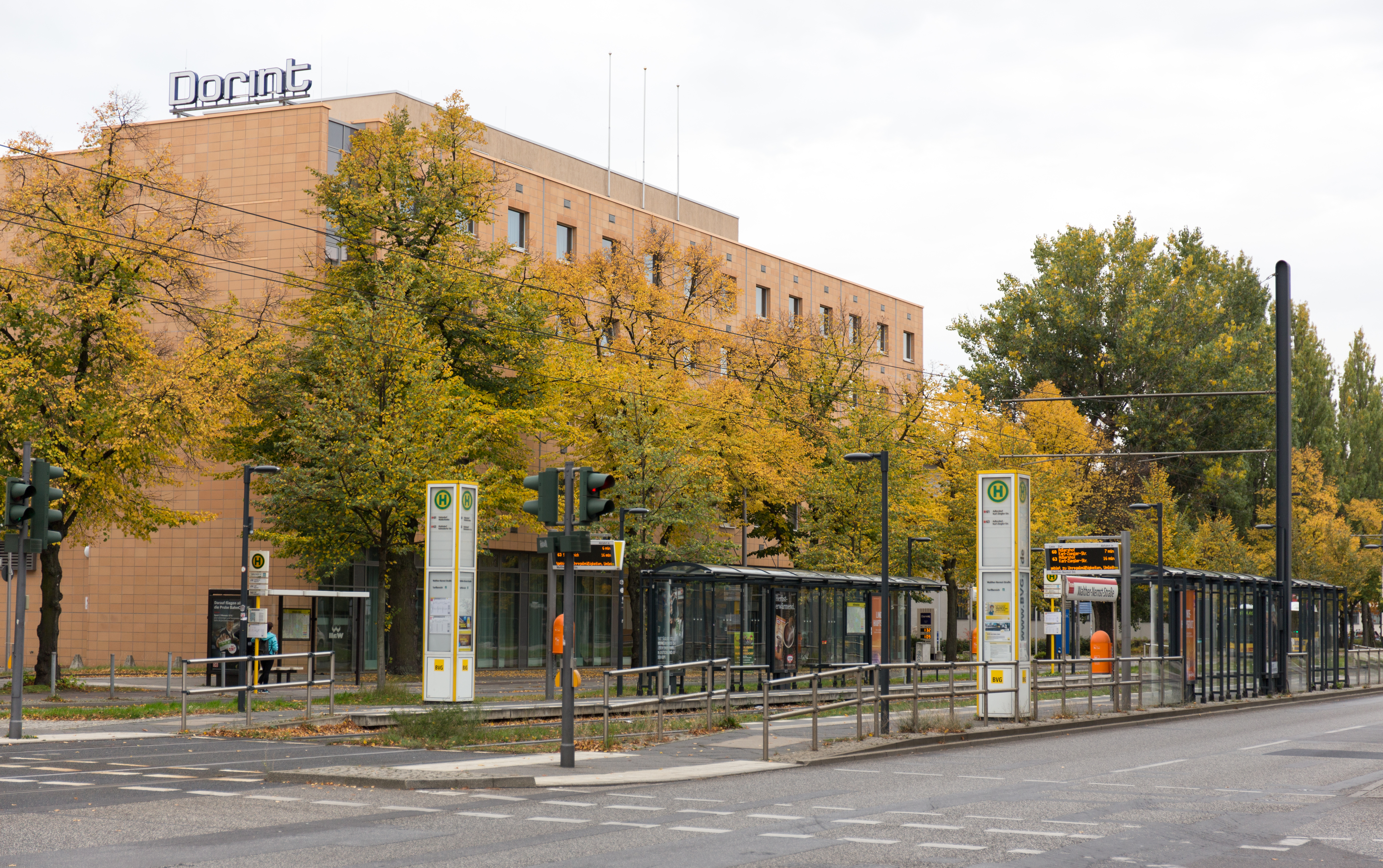
Straßenbahnhaltestelle Walther-Nernst-Straße

Der Bau konnte Ende des Jahres 2007 mit den ersten Fahrleitungsarbeiten beginnen. Am 21. April 2008 begann der Gleisbau in der Rudower Chaussee und Max-Born-Straße. Die fertigen Gleisanlagen blieben lange ungenutzt, denn es fehlte am S-Bahnhof Adlershof der Lückenschluss, die Deutsche Bahn konnte die Verschiebung des Bahnhofs unter der Rudower Chaussee und die Verbreiterung der Eisenbahnunterführung erst im Jahr 2010 abschließen. Die zweigleisige Straßenbahntrasse wurde mit Grünrasengleis verlegt. In der Rudower Chaussee und Max-Born-Straße wurden die drei Haltestellen Walther-Nernst-Straße, Magnusstraße und Karl-Ziegler-Straße gebaut, alle drei haben jeweils 42 m lange Seitenbahnsteige und liegen 22 cm über Schienenoberkante. In der Max-Born-Straße sind die Gleise in einer erschütterungsarmen Bauweise hergestellt worden, bei der 450 m schwingungsgedämmtes Gleis (Ortec-Flüsterschiene) zum Einsatz kamen. Die Endhaltestelle Karl-Ziegler-Straße ist als überfahrbare Kaphaltestelle angelegt und erst die zweite ihrer Art in Berlin. In Höhe der Kreuzung mit der Wilhelm-Hoff-Straße befindet sich die provisorische zweigleisige Wendeschleife. Außerdem wurden rund 200 m Straßenbahngleis in der Dörpfeldstraße sowie im Kreuzungsbereich Dörpfeldstraße/Rudower Chaussee/Adlergestell sowie unter der Eisenbahnunterführung am S-Bahnhof Adlershof komplett erneuert. Auch die ehemalige Endhaltestelle am S-Bahnhof Adlershof wurde an die Neubaustrecke angebunden. Während der Bauarbeiten endeten die Straßenbahnen vor dem S-Bahnhof Adlershof auf dem Adlergestell. Der Gesamtneubau wurde Mitte des Jahres 2011 abgeschlossen.

#### Eröffnung
Die feierliche Eröffnung der Neubaustrecke fand am 4. September 2011 durch die Berliner Verkehrsbetriebe statt. Die Straßenbahntypen KT 4 D 6141 und 6142 durchfuhren zunächst eine Nebelwand am S-Bahnhof Adlershof, dann folgten die Weiterfahrt inmitten von Lichteffekten am Boden und einem Spielmannszug mit Altberliner Märschen bis zur BVG-Tribüne und weiter eine Rundfahrt über die Neubaustrecke.

### Karl-Ziegler-Straße–S-Bahnhof Schöneweide

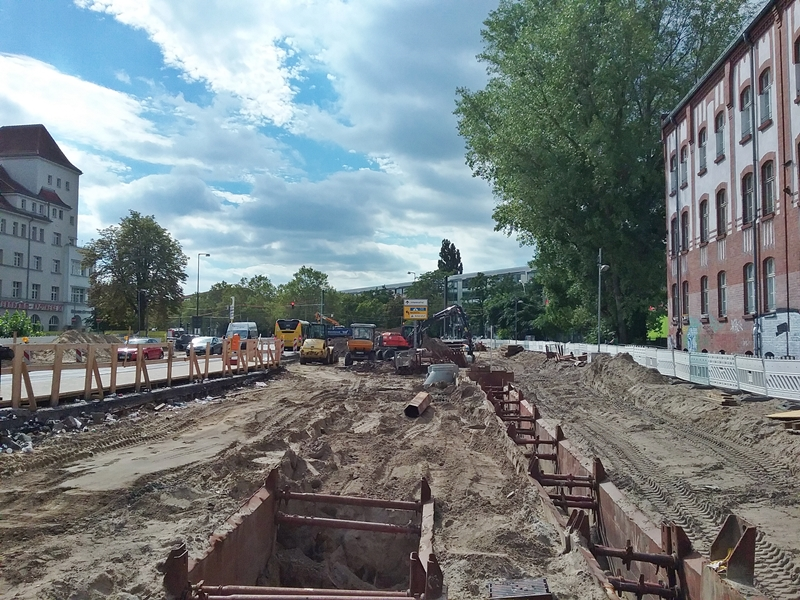
Umbau an der Kreuzung Sterndamm/Südostallee

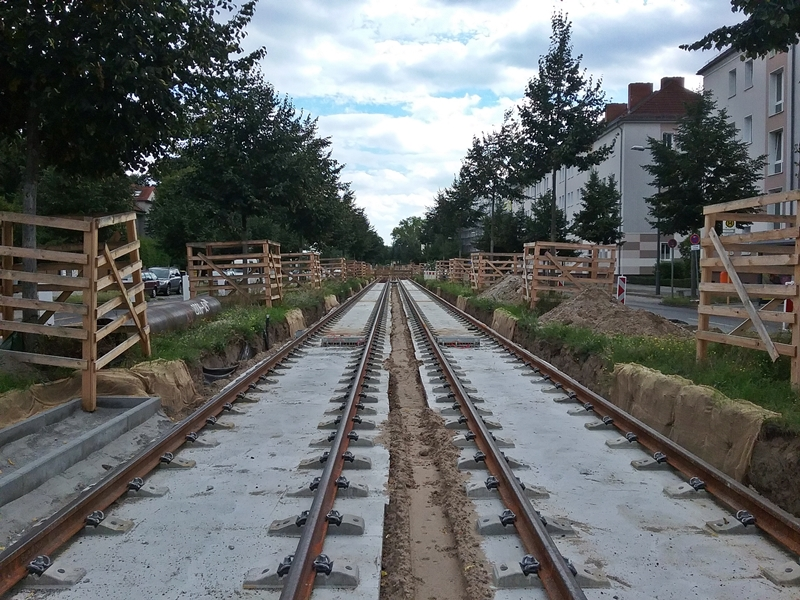
Straßenbahn-Neubaustrecke Karl-Ziegler-Straße-S-Bahnhof Schöneweide (im Bau)

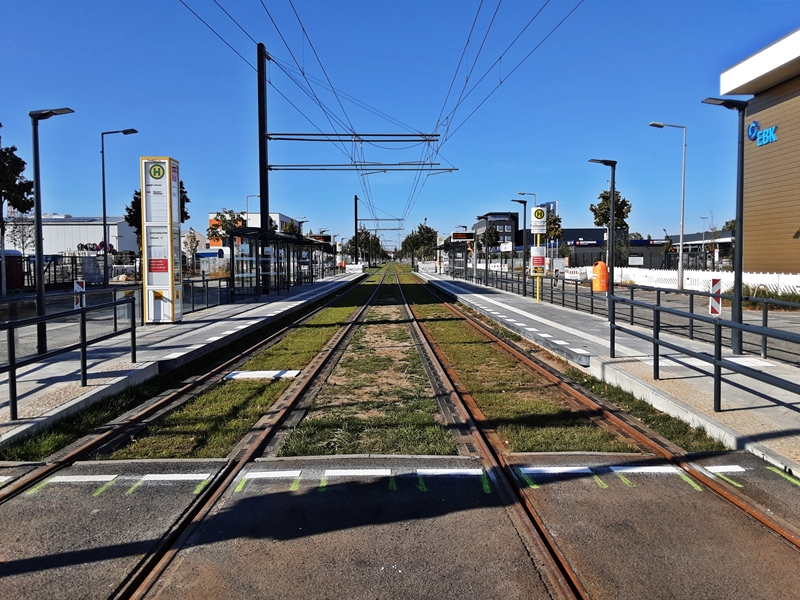
Straßenbahn Haltestelle Gerhard-Sedlmayr-Straße

#### Planung
Die Planungen begannen in den 2010er Jahren und dabei wurde besonders auf Umweltschutz Wert gelegt. Beim Planfeststellungsverfahren wurden fünf Straßenbahnstreckenvarianten geprüft.
- Trassenvariante A: Karl-Ziegler-Straße – Groß-Berliner Damm – Schöneweide, Sterndamm: Von der Endhaltestelle Karl-Ziegler-Straße über den Groß-Berliner Damm nach Schöneweide.
- Trassenvariante B: Umfahrung West I: Von der Endhaltestelle Karl-Ziegler-Straße zur Hermann-Dorner-Allee dann über den Groß-Berliner Damm bis zur Einmündung Louis-Bleriot-Straße. Die Strecke durchquert den Landschaftspark Johannisthal, quert den Segelfliegerdamm und bindet an der Winkelmannstraße in die bestehende Wendeschleife Haeckelstraße.
- Trassenvariante C: Umfahrung West II: Von der Endhaltestelle Karl-Ziegler-Straße, folgt jedoch im Gegensatz zu den vorherigen Strecken der Karl-Ziegler-Straße bis zur Hermann-Dorner-Allee. Die Strecke folgt der Hermann-Dorner-Allee Richtung Süd-Westen bis kurz hinter die Einmündung James-Frank-Straße. Nach Durchquerung des Landschaftsparks Johannisthal führt die Strecke über die Wolfgang-Harlan-Straße, Melli-Beese-Straße, Straße am Flugplatz, Segelfliegerdamm über den Sterndamm zur Wendeschleife Haeckelstraße.
- Trassenvariante D: Umfahrung West III: Beginnt in der Rudower Chaussee an der Einmündung Max-Born-Straße und führt über den Eisenhutweg, Stubenrauchweg und den Sterndamm bis zur Wendeschleife Haeckelstraße.
- Trassenvariante E: Rudower Chaussee – Groß-Berliner Damm – Schöneweide, Sterndamm: Die Straßenbahnstrecke folgt den gesamten Groß-Berliner Damm zwischen Rudower Chaussee und Sterndamm.[8]

Mitte Januar 2017 wurde bekannt, dass die Straßenbahnstrecke von der Endhaltestelle Karl-Ziegler-Straße über den Groß-Berliner Damm nach S-Bahnhof Schöneweide fahren wird, hat eine Streckenlänge von rund 2,6 Kilometer und hat fünf neue Haltestellen. Auch für diesen Streckenabschnitt wird größtenteils Grünrasengleis verlegt. Außerdem wurde bei der Planung beschlossen, dass die Buslinie 163 nach der Eröffnung der Neubaustrecke nicht mehr über den Groß-Berliner Damm zum S-Bahnhof Schöneweide fahren wird, sondern zurückgezogen wird bis S-Bahnhof Adlershof.

#### Bau
Für die Neubaustrecke erfolgte am 20. April 2020 die Beauftragung an die Strabag als ausführendes Bauunternehmen, am 18. Mai 2020 gaben an der bisherigen Endhaltestelle Karl-Ziegler-Straße Senatorin Regine Günther (Bündnis 90/Grüne), Bürgermeister Oliver Igel (SPD) und BVG-Vorstand Rolf Erfurt den Baustart für die rund 2,6 Kilometer lange Straßenbahnstrecke nach S-Bahnhof Schöneweide. Die Straßenbahnlinie 60 verkehrte wegen des Umbaus an der Kreuzung Sterndamm/Südostallee vom 8. Juni 2020 bis 7. Juni 2021 nur zwischen Friedrichshagen, Altes Wasserwerk und S-Bahnhof Schöneweide. Zwischen S-Bahnhof Schöneweide und Johannisthal, Haeckelstraße war ein Schienenersatzverkehr (SEV) eingerichtet.
Beim Bau werden fünf barrierefreie Haltestellen Landschaftspark Johannisthal, Gerhard-Sedlmayr-Straße, Benno-König-Straße, Landfliegerstraße und Nieberstraße, ein Gleichrichterwerk zur Stromversorgung, an der Landschaftspark Johannisthal ein Kehrgleis und vor dem S-Bahnhof Adlershof wird Einbau eines Abzweiges aus der südlichen Richtung der Rudower Chaussee zur Wendeschleife gebaut. Die Neubaustrecke wird in weiten Teilen mit Grünrasengleis verlegt. Die Straßenbahnlinien 61 und 63 enden bereits am S-Bahnhof Adlershof wegen Gleisbauarbeiten nach S-Bahnhof Schöneweide vom 26. Juli bis 31. Oktober 2021. Nur vom 2. bis 8. August 2021 verkehrten die beiden Straßenbahnlinien zum Betriebshof Köpenick. Ein Schienenersatzverkehr bis Karl-Ziegler-Straße ist eingerichtet.
Die Baukosten für diesen Streckenabschnitt werden auf rund 40 Millionen Euro veranschlagt.

#### Eröffnung
Die Einweihungsfeier der Neubaustrecke fand am 30. Oktober 2021 um 11 Uhr statt, einen Tag später ging die Strecke offiziell in Betrieb.

## Straßenbahnlinien und Fahrzeugeinsatz
Vom 4. September 2011 bis zum 12. Dezember 2015 fuhr die Linie 60 von Friedrichshagen, Altes Wasserwerk nach Adlershof, Karl-Ziegler-Straße und die Linie 61 von Rahnsdorf/Waldschänke nach Adlershof, Karl-Ziegler-Straße. Zum Fahrplanwechsel am 13. Dezember 2015 fahren die Linie 61 von Rahnsdorf/Waldschänke nach Adlershof, Karl-Ziegler-Straße und die Linie 63 von S Köpenick (<>Mahlsdorf-Süd nur bis zum 2. April 2016, dann ab 3. April 2016 bis Mahlsdorf, Rahnsdorfer Str.) nach Adlershof, Karl-Ziegler-Straße. Seit der Eröffnung des Streckenabschnitts von Adlershof, Karl-Ziegler-Straße nach S-Bahnhof Schöneweide im Oktober 2021 fahren die Linie M17 von Falkenberg nach S-Bahnhof Adlershof, die Linie 61 von Rahnsdorf/Waldschänke nach S-Bahnhof Schöneweide und die Linie 63 von S Köpenick (<>Mahlsdorf, Rahnsdorfer Str.) nach Landschaftspark Johannisthal.
Der Einsatzbeginn der Niederflurstraßenbahnfahrzeuge vom Typ GT6 musste auf das vierte Quartal 2012 verschoben werden, denn im Bereich des Hirschgartendreiecks und an der Haltestelle Bellevuestraße mussten noch Bauarbeiten vorgenommen werden. Die Haltestelle Bellevuestraße war wegen der dortigen Bogenlage noch nicht für Niederflurstraßenbahnfahrzeuge befahrbar und musste deshalb umgebaut werden. Nach den Bauarbeiten kommen Niederflurstraßenbahnfahrzeuge Typ GT6 zum Einsatz und bis dahin fuhren auf der Neubaustrecke Tatrastraßenbahnfahrzeuge.